# Parakatianna hexagona
Parakatianna hexagona är en urinsektsart som beskrevs av John Tenison Salmon 1941. Parakatianna hexagona ingår i släktet Parakatianna och familjen Katiannidae. Inga underarter finns listade i Catalogue of Life.